# Simon Pettersson
Simon Pettersson (3 de janeiro de 1994) é um desportista sueco que compete em atletismo. Participou nos Jogos Olímpicos de Verão de 2020, obtendo uma medalha de prata no lançamento de disco.

## Palmarés internacional
| Jogos Olímpicos | Jogos Olímpicos | Jogos Olímpicos  | Jogos Olímpicos |
| Ano             | Lugar           | Medalha          | Prova           |
| --------------- | --------------- | ---------------- | --------------- |
| 2020            | Tóquio ( Japão) | Medalha de prata | Disco           |